# 이미연 (성우)
이미연(1986년 6월 8일 ~ )은 대한민국의 성우이다. 2009년 KBS 34기로 입사했으며 한국방송 성우극회 소속.

## 출연작품

### 애니메이션
- 꼬마기차 추추 (KBS) - 구리구리 아줌마
- 미아 앤 미 (KBS Kids) - 비올레타
- 바오밥섬의 파오파오 (EBS) - 팬지
- 배틀 스피리츠 히어로즈 (재능TV) - 나설아
- 아이엠 몽니 (SBS) - 삐삐링
- 지우개군 (재능TV) - 미나, 연필
- 핀과 제이크의 어드벤처 타임 (카툰네트워크)
- 토킹 톰 - 안젤라
- 뚝딱구조대 (MBC) - 뚝딱맨, 툴툴맨

### 영화 애니
- 새미의 어드벤처2 (MOVIE) - 애너벨
- 화이트 고릴라 (MOVIE) - 도도

### 영화
- 인 어 베러 월드 (KBS) - 돌텐(토케 라스 비야케)
- 오션스 일레븐 (KBS) - 카지노 딜러(로리 갈린스키)
- 캐치 미 이프 유 캔 (KBS) - 체릴(제니퍼 가너)
- 당신이 잠든 사이에 (KBS) - 루시의 친구(마르시아 라이트), 간호사(루스 루드닉)
- 그랜 토리노 (KBS) - 애슐리 코왈스키(드리마 워커)
- 미스 에이전트 (KBS) - 셰릴(헤더 번스)
- 프로젝트 님 (KBS) - 제니 리, 조이스 버틀러
- 조조: 황제의 반란 (KBS) - 복황후 (이능정), 어린 조비
- 천일의 스캔들 (KBS) - 제인 파커(주노 템플)
- 분노의 질주: 더 오리지널 (KBS) - 소피 요원 (리자 라피라)
- 꼬마 니콜라의 여름방학 - 크래팽, 마리 에드비주
- 나의 그리스식 웨딩 2 (KBS) - 코스타(마이클 소포스)

### 외화
- 토치우드 (KBS) - 클레어
- 닥터 후 시즌 7~9(KBS) - 오스굿(잉그리드 올리버)
- 삼국지 (KBS) - 조충
- 신드바드 (KBS) - 리나 (마라마 콜레트)
- 초한지 (KBS) - 유 공주(왕명)
- 천사의 손길 (PBC)
- 더 라인 (MBC) - 구스타브(막심 드리센), 뤼시엔(마리 크레머)
- 리썰 웨폰(KBS) - 라이나(챈들러 키니), 소니아(미쉘 미치엔어), 마틴의 아내(플로리아나 리마), 종업원(12화), 학생(16화), 로지(18화)

### 게임
- 엔들리스 레전드 (Team.SM) - 볼터
- 아키에이지
- 더 워킹 데드 시즌1 - 클레멘타인

### 다큐
- 식빵 굽는 고양이 (스카이 펫파크)
- 개먼드라마 파트라슈 (TV조선)

### 교육
스마트빨간펜 캐릭터 워핑,잡스온